# اوا دل واکیا بولز
اوا دل واکیا بولز (Eva del Vakia Bowles) (زادهٔ ۱۸۷۵ – درگذشتهٔ ۱۹۴۳)، معلم آمریکایی و بنیان‌گذار انجمن مسیحی زنان جوان در نیویورک بود. وقتی او در انجمن مسیحی زنان جوان مجزای نیویورک در هارلم فعالیت خود را آغاز کرد، نخستین زن سیاه‌پوستی بود که دبیرکل سازمان بوده است. بولز به‌مدت هجده سال شعبه‌های انجمن مسیحی زنان جوان را سازمان‌دهی می‌کرد و خدمات این انجمن را به‌نفع اعضای جامعه توسعه می‌داد. رئیس‌جمهور فقید، تئودور روزولت، از او به‌دلیل فعالیت‌هایش در انجمن مسیحی زنان جوان مجزای نیویورک طی جنگ جهانی اول، تقدیر نمود.

## اوایل زندگی
اوا دل واکیا بولز در ۲۴ ژانویه ۱۸۷۵ در آلبانی، اوهایو چشم به جهان گشود. او فرزند مری جین (نی پورتر) و جان هاوکزبولز بود. پدرش اولین مدیر سیاه‌پوست مدرسه در ماریتا، اوهایو بود و بعدها به‌عنوان یکی از نخستین کارمندان سیاه‌پوست پست‌خانهٔ راه‌آهن در اوهایو فعالیت کرد. پدربزرگ پدری او، جان راندولف بولز، کشیش باپتیست بود و به‌عنوان روحانی پنجاه‌وپنجمین هنگ پیاده‌نظام ماساچوست در جنگ داخلی آمریکا خدمت می‌کرد. بولز پس از تحصیل در مدارس عمومی در آلبانی برای تکمیل تحصیلات به کالج کسب‌وکار بلیس در کلمبوس رفت و در همان زمان در کلاس‌های تابستانی دانشگاه ایالتی اوهایو شرکت کرد.

## حرفه
بولز حرفهٔ خود را به‌عنوان استاد در چند کالج مربوط به سیاه‌پوستان آغاز کرد: مدرسهٔ عادی چندلر در لکسینگتون، کنتاکی، کالج سنت آگوستین در رالی، کارولینای شمالی و مدرسه سنت پل در لارنس ویل، ویرجینیا. در سال ۱۹۰۵، هنگامی که او به تدریس در ویرجینیا مشغول بود، ادی ویتز هانتون که همسرش ویلیام دبیر انجمن مسیحی مردان جوان در هارلم بود، به بولز نزدیک شد. هانتون او را برای رهبری پروژهٔ خواهری در انجمن مسیحی زنان جوان نیویورک استخدام کرد تا نیازهای زنان جوان را پیگیری کند. وقتی بولز در آن سال در آنجا مشغول به فعالیت شد، نخستین زن سیاه‌پوستی بود، که به‌عنوان دبیر انجمن مسیحی زنان جوان تا آن روزگار در ایالات متحده استخدام شده بود. در سال ۱۹۰۸، او در رشتهٔ مددکاری اجتماعی در دانشگاه کلمبیا در دانشکدهٔ بشردوستی تحصیل نمود.
بولز پس از گذراندن دورهٔ تحصیلات خود میان سال‌های ۱۹۰۸ تا ۱۹۱۲، به‌عنوان مددکار اجتماعی در خیریه‌های مرتبط کلمبوس، اوهایو فعالیت کرد. در سال ۱۹۱۳، او به نیویورک بازگشت تا به‌عنوان دبیر هیئت ملی کمیتهٔ فرعی انجمن مسیحی زنان جوان مربوط به کار رنگین‌پوستان فعالیت کند. بولز مسئولیت افزایش خدمات به زنان سیاه‌پوست را برعهده گرفت. با وجود تفکیک شعبه‌ها، او پیشنهاد داد که هر شهر فقط یک انجمن مسیحی زنان جوان داشته باشد، زیرا معمولاً شعبه‌های سفیدپوستان امکانات و بودجهٔ بهتری داشتند. بولز شعبه‌های سیاه‌پوستان را وابسته به مدیریت زنان سفیدپوست و آنان را از بسیاری امکانات محروم کرد. بولز معتقد بود که این ساختار به زنان هر دو نژاد فرصت می‌دهد تا در کنار هم فعالیت کنند. انجمن مسیحی زنان جوان در جنگ جهانی اول بودجه‌ای برای گسترش بیشتر خدمات در جوامع سیاه‌پوست و مراکز مشاغل صنعتی دایر و همچنین تجهیزات صنایع شیمیایی فراهم کرد. آن‌ها همچنین پانزده غذاخوری افتتاح کردند و تسهیلاتی برای سرگرمی سربازان و خانواده-های‌شان تدارک دیدند. فرایند استخدامی بولز چنان موفقیت‌آمیز بود که او تعداد کارکنان سیاه‌پوست را از یک نفر به بیش از شصت نفر رساند. رئیس‌جمهور فقید، تئودور روزولت، به‌دلیل تلاش‌های بولز از بودجهٔ جایزهٔ نوبل خود، ۴۰۰۰ دلار و امکان سکونت به وی اعطا کرد.
بولز همچنان هیئت ملی را در تنگنا قرار داد تا نمایندگی‌های بیشتری در سطوح محلی و ملی به زنان سیاه‌پوست تخصیص دهند. در سال ۱۹۲۴، آن‌ها اولین نمایندگی را در هیئت ملی به دست آوردند و بولز در افزایش کارکنان سیاه‌پوست مرکز اصلی به نُه نفر به‌علاوهٔ سه کارمند میدانی، بسیار موفق بود. او به سراسر کشور سفر کرد و شعبه‌های بیشتری از انجمن مسیحی زنان جوان گشود و نیز تلاش بسیاری برای گسترش شعبه‌ها در آفریقا و کشورهای حوزهٔ کارائیب انجام داد. در سال ۱۹۳۲، بولز سرخورده از برنامه‌های اصلاح سازمانی، از انجمن مسیحی زنان جوان استعفا داد. او در آن زمان به‌عنوان دبیر انجمن ملی بازرگانی رنگین‌پوستان و رئیس امداد زنان مربوط به اتحادیهٔ ملی کسب‌وکار رنگین‌پوستان نیز مشغول به فعالیت شد. هنگامی که بولز از انجمن مسیحی زنان جوان کناره‌گیری کرد، به‌عنوان کارمند به دفتر مشترک انجمن ملی بازرگانی و اتحادیهٔ ملی کسب‌وکار پیوست تا به فرصت‌های اقتصادی سیاه‌پوستان کمک کند. در سال ۱۹۴۳، در آغاز جنگ جهانی دوم، بولز به‌عنوان مدیر اجرایی دفاع شخصی مناطق هارلم و ریورساید نیویورک برگزیده شد.

## مرگ و میراث
بولز در ۱۴ ژوئن ۱۹۴۳ در بیمارستان عمومی ریچموند در ریچموند، ویرجینیا، درحالی‌که برای دیدار خواهرزاده‌اش رفته بود، چشم از جهان فروبست. آرشیوهای انجمن مسیحی زنان جوان شامل مدارکی دال بر تلاش‌های بولز برای توسعهٔ انجمن مسیحی زنان جوان در جوامع آفریقایی ـ آمریکایی و نیز در جنگ جهانی اول است.

## ارجاعات
1. 1 2  Bracks & Smith 2014, pp. 26-27.
2. 1 2 3 4 5 6 7 8 9  Jones 2000.
3. 1 2  Robertson 2007, p. 192.
4. ↑  The New York Age 1916, p. 7.
5. 1 2 3 4  The New York Age 1943, p. 1.
6. ↑  The Kansas City Sun 1914, p. 4.
7. ↑  The New York Age 1916, p. 1.
8. ↑  Commire & Klezmer 2007.
9. ↑  The New York Age 1918, p. 1.
10. 1 2  The New York Age & April 30, 1932, p. 1.
11. ↑  The New York Age & June 11, 1932, p. 1.
12. ↑  The New York Age & January 16, 1943, p. 4.